# 초계면
초계면(草溪面)은 대한민국 경상남도 합천군의 면이다. 적중면과 함께 반경 2km의 초계 분지를 이루며 대양면, 율곡면, 적중면, 쌍책면과 접한다.

## 연혁
- 삼한 시대: 변한 초팔혜국
- 삼국 시대: 108년 파사왕 29년 초팔혜현
- 남북국 시대: 757년 경덕왕 16년 팔계현
- 고려 시대: 940년 고려 태조 23년 초계현
  - 1339년 27대 충숙왕 2년 초계군(11개면)
- 조선 시대: 초계군
- 일제시대: 1914년 초계면으로 택정, 양동면이 병합[2]

## 행정 구역
- 택리
- 중리
- 원당리
- 신촌리
- 대동리
- 대평리
- 관평리
- 아막리
- 유하리
- 초계리
- 상대리

## 교육
- 초계초등학교
- 초계중학교
- 초계고등학교